# 五三银行
五三银行（或5/3 Bank）是美国的一家银行，总部位于美国俄亥俄州辛辛那提市的五三银行中心。它是银行控股公司五三银行集团的一个主要子公司。目前五三银行拥有1154家支行以及2469台自动提款机，业务范围包括美国俄亥俄、肯塔基、印第安纳、密歇根、伊利诺伊、佛罗里达、田纳西、西弗吉尼亚、佐治亚以及北卡罗莱纳州。该银行亦拥有支付服务提供商Worldpay 4.5%的股权。
五三银行在财富美国500强中排名第366位，银行名称中的“五三”（Fifth Third）源于它的两个前身公司。1908年第三国家银行（英語：Third National Bank）和第五国家银行（英語：Fifth National Bank）合并，成为辛辛那提五三国家银行。

## 历史
1858年6月17日，俄亥俄河谷银行在辛辛那提开业。1863年6月23日，第三国家银行开办。1871年4月29日，两家银行合并。

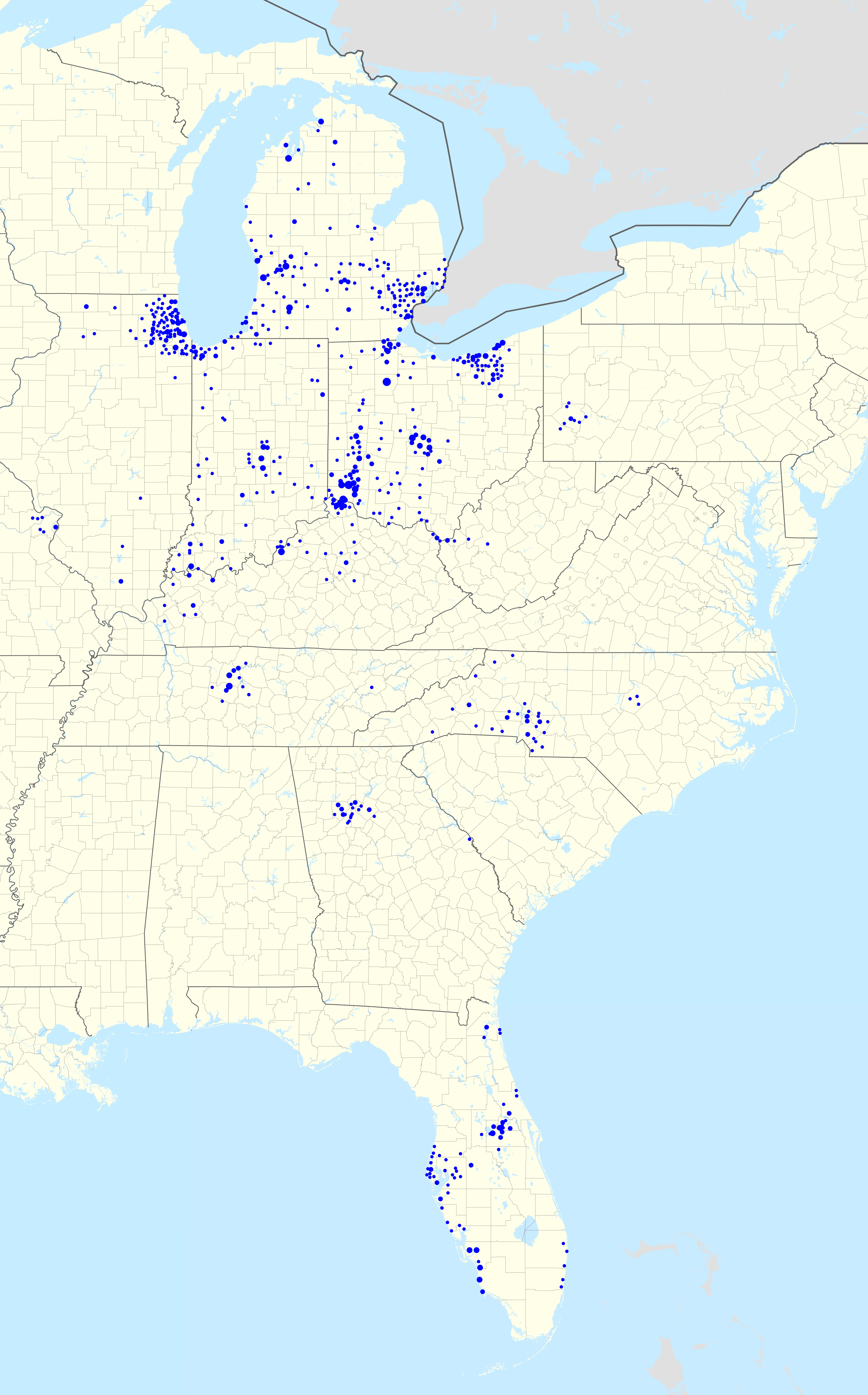
五三银行网点

1908年6月1日，第三国家银行和第五国家银行合并为辛辛那提五三国家银行（英語：Fifth-Third National Bank of Cincinnati），名称中的连字符后来被去掉。这次合并发生在禁酒运动时期，据传“五三”（Fifth Third）这个名字比“三五”（Third Fifth）更好，因为后者可能让人联想到三瓶酒的含义（“fifth”在当时的美国是酒精饮料的一种单位，即五分之一的美制液体加仑，约为757毫升）。银行的名称后来几经变更，直到1969年3月24日，名字变为五三银行（Fifth Third Bank）。
1994年，五三银行以1.49亿美元的股票价值并购了位于肯塔基路易维尔市的坎伯兰联邦银行集团（Cumberland Federal Bancorp）。
1995年，五三银行并购了PNC金融服务集团位于俄亥俄州代顿市的12家网点。同年该银行又并购了肯塔基企业银行集团（Kentucky Enterprise Bancorp）。
1998年，五三银行并购了位于俄亥俄哥伦布的商业房地产贷款鼻祖之一W•莱曼•凯斯公司（W. Lyman Case & Company）。
1999年，五三银行以9630万美元的金额并购了企业联邦银行集团（Enterprise Federal Bancorp），当时这家集团在辛辛那提拥有11家网点，是当地最大的储蓄机构之一。
1999年3月，五三银行以2.04亿美元并购了总部位于俄亥俄斯特朗斯维尔、在克利夫兰拥有15家网点的翡翠金融（Emerald Financial）。
1999年4月，五三银行以8000万美元并购了肯塔基的阿什兰银行股份公司（Ashland Bankshares）及其子公司阿什兰银行（Bank of Ashland）。
1999年6月，五三银行并购了拥有4家网点的南佛罗里达银行控股公司（South Florida Bank Holding）。
1999年7月，五三银行以2.28亿美元的股票金额并购了印第安纳波利斯人民银行集团（Peoples Bank Corporation of Indianapolis）。
2001年8月，该公司并购了总部位于密歇根州大急流城的旧肯特银行（Old Kent Bank），它当时在印第安纳、伊利诺伊和密歇根州拥有超过300家网点。
2002年，该公司并购了位于田纳西州的富兰克林金融（Franklin Financial），成交额为2.4亿美元。
2004年，该公司并购了位于佛罗里达州那不勒斯的第一国家银行股份公司（First National Bankshares）。
2007年11月，该公司并购了位于佛罗里达州卡西贝利的R-G克朗银行（R-G Crown Bank），它当时在佛罗里达有30家支行，在佐治亚拥有3家支行，成交额为2.88亿美元。
2008年5月5日，五三银行从第一地平线全国银行公司（First Horizon National Corporation）收购了其位于佐治亚州亚特兰大的9个网点。
2008年6月，该银行并购了北卡罗莱纳的夏洛特第一宪章银行（First Charter Bank of Charlotte），它在北卡罗莱纳拥有57个网点，在亚特兰大拥有两个网点。
2008年10月31日，该银行从FDIC收购了位于佛罗里达的已破产的自由银行（Freedom Bank）。
2008年11月，美国财政部向五三银行注资34亿美元用于不良资产救助计划。2011年2月，五三银行从财政部回购了这笔注资。
2009年3月30日，该公司将其51%的信用卡受理业务卖给私募股权公司Advent International。这一合资企业在2011年更名为Vantiv，在2018年与Worldpay Inc.合并。
2009年3月，有传言说五三银行将与Huntington Bancshares等企业竞购PNC金融服务即将卖出的宾夕法尼亚匹兹堡和伊利的网点，这些网点是PNC作为其并购National City Corp.过程中准备卖出的。然而，PNC最终将这些网点卖给了尼亚加拉第一银行（First Niagara Bank）。
2014年10月28日，该公司宣布将把其密歇根州的区域中心及其150名员工从南菲尔德5,800 m2（62,000 sq ft）办公室搬到底特律城区的计划。
2016年4月，五三银行将其在匹兹堡的17家网点卖给了第一国家银行集团。
2017年11月，该公司收购了位于路易维尔的保险公司Epic Insurance Solutions Agency，以及人力资源公司Integrity HR。
2018年2月，该公司收购了并购咨询公司Coker Capital Advisors。
2018年5月，五三银行同意以47亿美元的股票交易并购总部位于芝加哥的MB金融公司。

### 2018年枪击事件
2018年9月6日，一名持枪者Omar Enrique Santa-Perez闯入了辛辛那提市区五三银行总部的大厅，开枪打死3人，打伤2人，随后被辛辛那提警方开枪射杀死亡。

## 争议

### 2007年TJX公司数据泄露
五三银行是TJX公司的信用卡交易受理行，而2007年1月，TJX发生了一起数据泄露事件。后来调查发现4570万个信用卡卡号可能被盗取。

### 2014年歧视指控和解
2014年8月，五三银行与美国司法部达成和解，解决了关于该行违反平等信贷机会法案歧视残障人群和接受公共援助人群的指控。五三银行曾要求那些从社会保障残疾保险获得收入而符合资质的抵押贷款申请人提供提供医生信函来证明其收入，在此案中该银行必须向这些人支付总共150万美元。